# Ylivieska flygplats
Ylivieska flygplats är en flygplats i Finland.   Den ligger i den ekonomiska regionen  Ylivieska ekonomiska region  och landskapet Norra Österbotten, i den centrala delen av landet, 400 km norr om huvudstaden Helsingfors. Ylivieska Airport ligger 80 meter över havet. Den ligger vid sjön Iso Viitanen.
Terrängen runt Ylivieska Airport är platt. Runt Ylivieska Airport är det ganska glesbefolkat, med 22 invånare per kvadratkilometer. Närmaste större samhälle är Ylivieska, 8,4 km väster om Ylivieska Airport. I omgivningarna runt Ylivieska Airport växer i huvudsak blandskog.